# Snježana Vasilj
Snježana Vasilj (Nevesinje, 27. veljače 1954.), bosanskohercegovačka i hrvatska arheologinja i povjesničarka.
Osnovnu je školu završila u rodnom mjestu, a Prvu gimnaziju u Sarajevu (1973. godine). Redoviti dvopredmetni studij Povijesti i arheologije na filozofskom fakultetu Sveučilišta u Zagrebu upisala je akademske 1973./1974. godine. Diplomirala je 1979. godine stekavši zvanje profesorice povijesti i arheologije. Od listopada 1980. godine bila je zaposlena na sarajevskom filozofskom fakultetu kao asistentica na predmetu Opća povijest starog vijeka. Akademske godine 1983./1984. upisala je Intersveučilišni poslijediplomski studij Sveučilišta u Zagrebu na kojem je 1986. obranila magistarski rad pod nazivom Helenistički elementi na području Daorsa (pod mentorstvom M. Zaninovića) te tako stekla zvanje magistrice humanističkih znanosti. Na filozofskom fakultetu u Sarajevu napredovala je u zvanje više asistentice 1987. godine. Doktorsku disertaciju pod nazivom Dolina Neretve u osvit antike obranila je u Zagrebu 2020. godine pod mentorstvom Jasne Jeličić-Radonić.
Od početka 1980-ih do 1992. bila je članica Arheološkog društva BiH, a od 1997. članica je Hrvatskog arheološkog društva. Radi kao predavač na Filozofskom fakultetu Sveučilišta u Sarajevu, Odsjek povijesti, te na Filozofskom fakultetu Sveučilišta u Mostaru, Studij za arheologiju i povijest umjetnosti.

## Istraživački rad
Prva arheološka istraživanja obavljala je već kao studentica u drugoj polovici 1970-ih na području Hrvatske. Tijekom druge polovice 1980-ih provela je manje zaštitno istraživanje na području Međeđe (zajedno s Tihomirom Glavašem), zatim na širem području Prače (zajedno s Blagojem Govedaricom), te u okolici Kiseljaka (pod vodstvom dr. Envera Imamovića). Od 2007. godine samostalno vodi sustavna arheološka istraživanja lokaliteta Desilo, na području Hutova blata. Zapažena istraživanja obavljala je na lokalitetima Dubine (kod Doljana), Gradac (kod Uzdola), Krivoglavci (kod Vogošće), Grovnice (kod Malog Mošunja) te Gradina (kod Boruta).

## Izbor iz bibliografije
Svoje radove objavljivala je i objavljuje u mnogim znanstvenim časopisima u Bosni i Hercegovini i Republici Hrvatskoj (Godišnjak CBI pri ANU BiH, Radovi filozofskog fakulteta Sarajevo, Članci i građa za kulturnu povijest istočne Bosne Tuzla, Hercegovina Mostar, Humski zbornik Mostar, Vjesnik Arheološkog muzeja Zagreb, Histria Antiqua Pula, Starohrvatska prosvjeta Split i dr.). Suradnica je i na projektu Hrvatska enciklopedija Bosne i Hercegovine, te suautorica udžbenika povijesti za gimnaziju objavljenog u Sarajevu 2007.
Knjige: 
- Vasilj Snježana i dr., Arheološki vodič Hercegovine, Federalno ministarstvo znanosti i obrazovanja, Mostar (2012.)

Članci, prilozi, osvrti: 
- Daorsi u djelima antičkih pisaca, Radovi filozofskog fakulteta u Sarajevu, XI, Sarajevo, 199-204, (1990.)

- Novčić Oite sa Ošanića, Prilozi Instituta za arheologiju u Zagrebu, Vol. 9, br.1, Zagreb, 131-134 (1992.)

- Od rimskog osvajanja do bana Kulina u: Katoličanstvo u Bosni i Hercegovini, izd.HKD Napredak, Sarajevo, 5-36 (1993.)

- Neum i prostor današnje općine u prapovijesti i antici, u: Humski zbornik, 1, Neum (1995.)

- Heroine i hetere, Mostariensia, 4-5, Mostar, 127-135 (1996.)

- Povijesni spomenici Počitelja i njegove okolice od prapovijesti do dolaska Hrvata u: Povijest hrvatskog Počitelja - Zbornik znanstvenog simpozija održanog 16. i 17. veljače 1996. u Čapljini, Čapljina-Zagreb, 1-10 (1996.)

- Hardomilje, prapovijesno i antičko doba u: Hardomilje: prošlost, ljudi, običaji, Hardomilje-Split, 13-34 (1998.)

- Bijeljina i njezino područje u doba antike, Članci i građa za kulturnu historiju istočne Bosne, 17, Tuzla, 81-95 (2002.)

- Novčić Fokide s Gradine u Ošanićima kod Stoca, Radovi Zavoda za povijesne znanosti HAZU u Zadru, 45, Zadar, 1-5 (2003.)

- Sliv rijeke Neretve - život kroz tisućljeća, Histria Antiqua, 10, Pula 125-139 (2003.)

- Lokalitet Crkvina u Hutovu kod Neuma u: Arheološka istraživanja u Naroni i dolini Neretve, HAD 22, Zagreb, 369-374 (2003.)

- Gotičke fortifikacije u Bosni i Hercegovini, Hercegovina, 19, Mostar 53-88 (2005.)

- Prilog razmišljanju o zonama naseljenosti BiH u doba antike, Hercegovina, 21, Mostar, 23-37 (2007.)

- Historija, istorija, povijest: udžbenik s čitankom za prvi razred gimnazije, izd. Sarajevo Publishing, Sarajevo, 219 str. (suautor Ekrem Baraković) (2007.)

- Tajne luke ilirskih ratnika, Hercegovina, 22, Mostar, 19-38 (suautorica Melisa Forić) (2008.)
- Istraživanje grobne humke na lokalitetu Desilo u Hutovom Blatu, Godišnjak centra za balkanološka ispitivanja ANUBIH, Knjiga XXXVII, 45 – 78. (2008.)

- Kasnoantička nekropola na lokalitetu Grovnice u Malom Mošunju - Općina Vitez, Godišnjak CBI, 39, Sarajevo, 135-147 (2010.)

- Arheologija i arheološka istraživanja u Bosni i Hercegovini u vrijeme austro-ugarske uprave, u: Međunarodna konferencija A-U 1878.-1918., Zbornik Radova, Sarajevo, 517-536 (2011.)

- Lokalitet Doljani kod Čapljine – Prilog proučavanju zaleđine Narone u: Kačić 2009-2011, Split, 777 -792 (2011.)

- Arheološki lokalitet Doljani-Dubine u općini Čapljina, Bosna i Hercegovina. Prilog istraživanju donjeg toka rijeke Neretve, Godišnjak CBI 41 Sarajevo, 113-134 (2012.)

- Ranosrednjevjekovni ukopi na lokalitetu Doljani-Dubine u općini Čapljina, u Bosni i Hercegovini, Starohrvatska prosvjeta, ser. III, 39, Split, 19-34 (2012.)
- Arheološki lokalitet Crkvina u Zavali, Općina Ravno Revizija istraživanja iz 1957. godine, Hercegovina: Časopis za kulturno i povijesno nasljeđe, No. 4 (2018.)